# Hans van Pinxteren
Hans van Pinxteren (Amsterdam, 1943) is een Nederlands dichter en vertaler.

## Biografie
Van Pinxteren studeerde Politieke Wetenschappen en Franse taal en letteren aan de Universiteit van Amsterdam. Hij nam van 1971 tot en met 1975 deel aan de workshop poëzie vertalen van James Holmes. Hij vertaalde prozagedichten van Aloysius Bertrand, Arthur Rimbaud, Antonin Artaud en Saint-John Perse en voorts klassieke Franse romanciers en filosofen als Montaigne, Voltaire, Stendhal, Balzac en Flaubert. Daarnaast publiceerde hij bundels met gedichten en prozagedichten van eigen hand. De bundel, Vogels, vlinders & andere vliegers, verscheen in 2017 bij uitgeverij Van Oorschot. Hij publiceerde in 2012 een bundel met essays over het vertalen, De hond van Rabelais.
Hij ontving in 1980 voor zijn vertalingen de Martinus Nijhoffprijs en in 2001 de Dr. Elly Jaffé Prijs.

### Vertalingen
- Antonin Artaud: Navel der Onderwereld, in het Frans: L’ombilic des Limbes – De Zenuw-Waag, Le Pèse-Nerfs
- Honoré de Balzac: Vader Goriot, Le Père Goriot – Eugénie Grandet, Eugénie Grandet – Kolonel Chabert, Le colonel Chabert – Nicht Bette, La cousine Bette
- Aloysius Bertrand: Gaspard de la Nuit, Gaspard de la Nuit
- Gustave Flaubert: Salammbô, Salammbô – De verzoeking van de heilige Antonius, La tentation de Saint Antoine – Madame Bovary, Madame Bovary – Drie vertellingen, Trois contes – De leerschool der liefde, L'Éducation sentimentale
- Molière: Leerschool der vrouwen, L’école des femmes
- Michel de Montaigne: De essays, Les essais
- Arthur Rimbaud: Illuminations, Illuminations – Een seizoen in de hel, Une saison en enfer
- Saint-John Perse: Lofzangen, Éloges
- Stendhal: Het Rood en het Zwart, Le Rouge et le Noir
- Jacques Vaché: Oorlogsbrieven, Lettres de guerre
- Voltaire: Candide of het optimisme, Candide ou l’optimisme
- Paul Willems: De nevelkathedraal, La cathédrale de brume, in samenwerking met Kiki Coumans
- Lao Zi: Daodejing, De weg, de kracht

### Poëzie
- Verstuivend gebied (1979)
- Vluchtig schuinschrift (1981)
- Moord in de onvoltooide tijd (1983) [verhaal in prozagedichten]
- Verteerde windsels (1985)
- Alsof ik stof ben (1989)
- In een zwervend licht (1992)
- Spiegeling voorbij de weg (1996)
- Het craquelé in de hand die de zweep hanteert (1999)
- De Kaaiman (2007)
- Vogels, vlinders & andere vliegers (2017) [een selectie uit eerdere bundels aangevuld met 15 nieuwe gedichten]
- Het vuur van Velázquez : vijf hofnarren (Druksel, 2019)

### Essays
- De hond van Rabelais (2012)

## Websites
- Auteurspagina bij de Digitale Bibliotheek voor de Nederlandse Letteren (dbnl)

- Digitale Bibliotheek voor de Nederlandse Letteren: pinx001
- Gemeinsame Normdatei: 135546427
- International Standard Name Identifier: 0000 0000 2927 919X
- Library of Congress Control Number: n90668866
- Nederlandse Thesaurus van Auteursnamen: 068396015
- Virtual International Authority File: 55365774
- WorldCat: E39PBJpjh38h9pfHHGgcWTTT73